# Javernant
Javernant är en kommun i departementet Aube i regionen Grand Est (tidigare regionen Champagne-Ardenne) i nordöstra Frankrike. Kommunen ligger  i kantonen Bouilly som ligger i arrondissementet Troyes. År 2022 hade Javernant 160 invånare.

## Befolkningsutveckling
Antalet invånare i kommunen Javernant
Referens: INSEE